# Чиж
Чиж лісовий або чиж (Spinus spinus) — птах родини в'юркових.

## Опис
Дрібний птах, менший за горобця. Довжина 11 — 13 см, вага 12 — 14 г. У дорослого самця лоб, тім'я, вуздечка і підборіддя чорні; потилиця і спина зеленкувато-оливкові, з темною строкатістю; боки голови, крім покривних пер вух, горло, воло, груди і поперек жовті; боки тулуба і черево білі, на боках темні риски; зверху на чорних перах крил жовті смуги; центральні стернові пера темно бурі, інші — жовті, з темно бурою верхівкою; дзьоб сірувато-бурий, загострений; ноги бурі. Доросла самка тьмяніша; лоб і тім'я оливкові, з темними рисками; вуздечка і підборіддя буруваті; горло, воло і груди білуваті. Молодий птах схожий на дорослу самку.
Від щедрика відрізняється довшим дзьобом і жовтою барвою на хвості та крилах; від зеленяка — строкатістю в оперенні і меншими розмірами; а дорослий самець від обох цих видів — також чорними лобом, тім'ям та підборіддям.

## Живлення
Раціон складається з різноманітних комах, а також дрібного насіння.

## Поширення

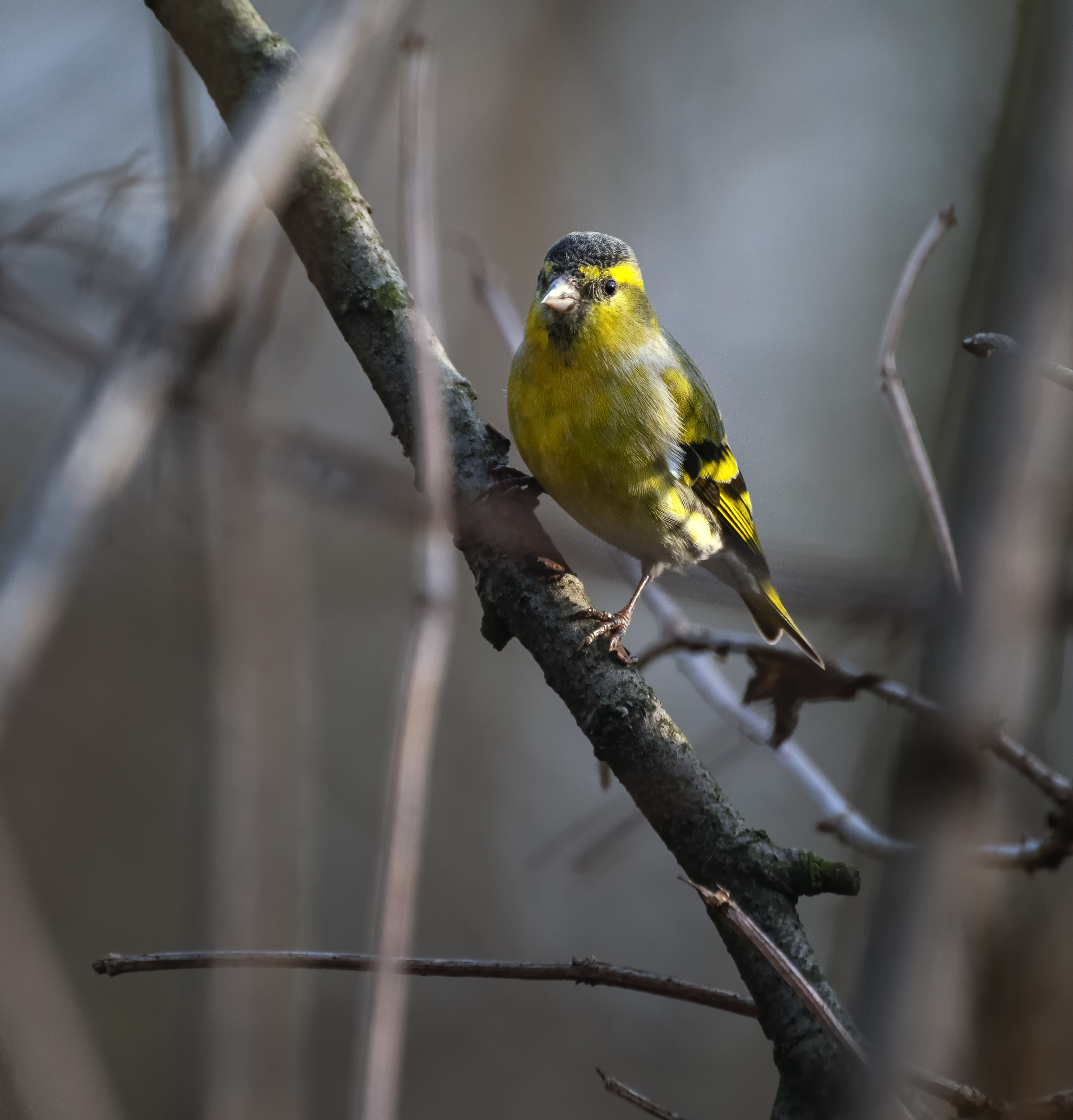
Самець чижа в Голосіївському парку

В Україні гніздиться в Карпатах і Криму, під час осінніх і весняних кочівель — на всій території.

## Чисельність
Чисельність в Європі оцінюють в 13,6-21,1 млн пар. Це становить близько 55 % світової популяції, яку оцінюють приблизно в 49-77 млн дорослих особин. Розмір популяції скорочується.

## Місця гніздування
Для гніздування чиж обирає мішані і хвойні (переважно ялинові) ліси з домішкою берези, вільхи, осики або інших порід. Прагне оселитись на ділянках стиглих і старих ялинників, нерідко — зволожених або розташованих поряд з невеликими водоймами. Тяжіє до розріджених насаджень, часто оселяється на узліссях, а також у невеликих групах старих ялин серед листяного дрібнолісся. Іноді трапляється і в міських лісопарках, оскільки не уникає сусідства людини.

## Галерея

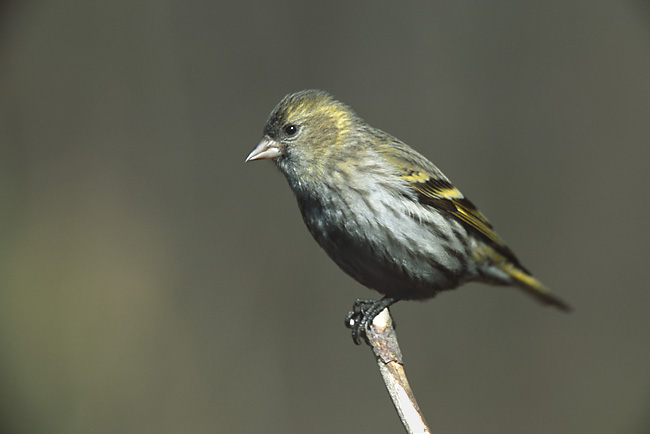
Самиця
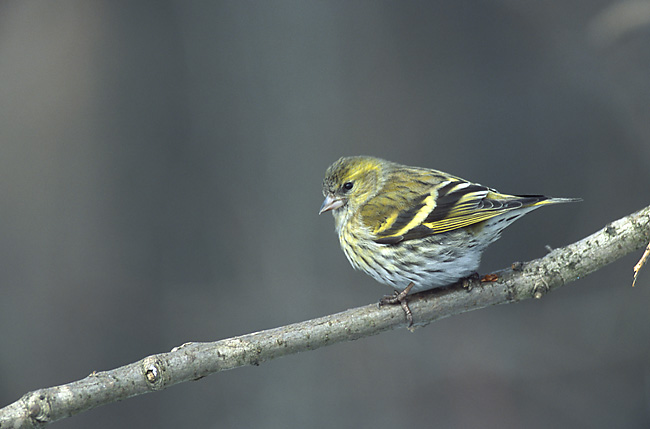
Самець
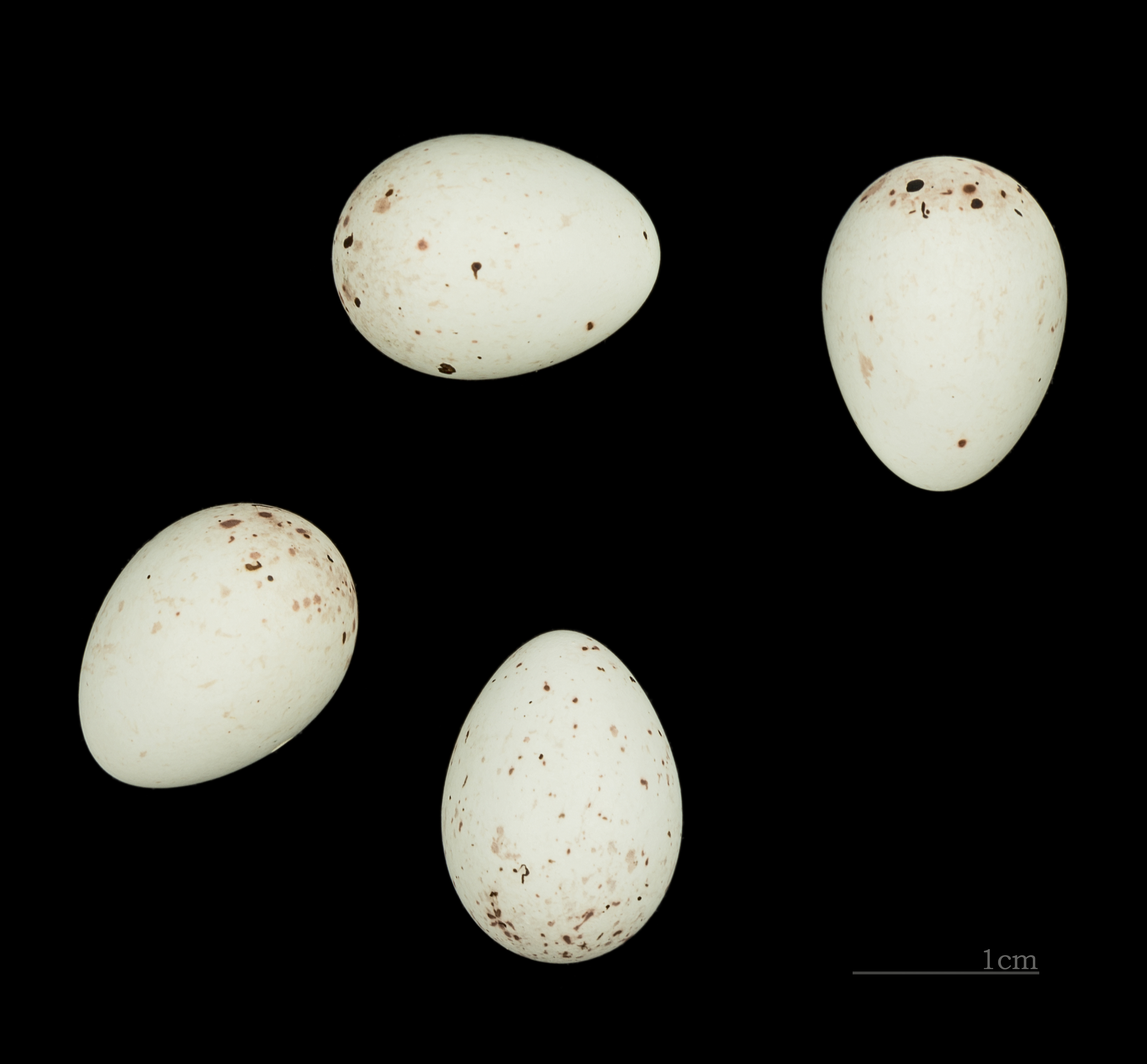
Яйця в оологічній колекції
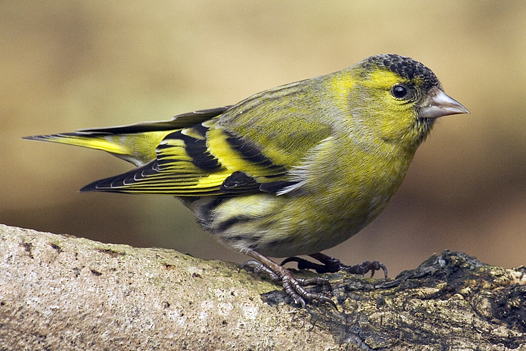
Самець